# Plentywood
Plentywood é uma cidade localizada no estado americano de Montana, no Condado de Sheridan.

## Demografia
Segundo o censo americano de 2000, a sua população era de 2061 habitantes.
Em 2006, foi estimada uma população de 1737, um decréscimo de 324 (-15.7%).

## Geografia
De acordo com o United States Census Bureau tem uma área de
3,0 km², dos quais 3,0 km² cobertos por terra e 0,0 km² cobertos por água. Plentywood localiza-se a aproximadamente 624 m acima do nível do mar.

## Localidades na vizinhança
O diagrama seguinte representa as localidades num raio de 36 km ao redor de Plentywood.